# يوجين فورد
يوجين فورد (بالإنجليزية: Eugene Forde)‏ هو كاتب سيناريو ومخرج وممثل أمريكي، ولد في 8 نوفمبر 1898 في بروفيدنس في الولايات المتحدة، وتوفي في 27 فبراير 1986 في بورت هوينيمي في الولايات المتحدة.

## وصلات خارجية
- يوجين فورد على موقع IMDb (الإنجليزية)
- يوجين فورد على موقع ألو سيني (الفرنسية)
- يوجين فورد على موقع أول موفي (الإنجليزية)
- يوجين فورد على موقع قاعدة بيانات الأفلام السويدية (السويدية)
- يوجين فورد على موقع قاعدة بيانات الفيلم (الإنجليزية)
- يوجين فورد على موقع كينوبويسك (الروسية)